# Proasellus rectus
Proasellus rectus és una espècie de crustaci isòpode pertanyent a la família dels asèl·lids.
És una espècie demersal, la qual viu a l'aigua dolça d'una cova.
Es troba a Europa: Portugal.